# 新田郡 (陸奥国)
新田郡（にいたぐん）は日本の陸奥国にかつて存在した郡である。8世紀初めに設置され、室町時代に栗原郡に編入された。
『続日本紀』によれば、神亀5年（728年）条に、丹取軍団を玉造軍団に改称する記事がある。この時期を境に丹取郡が見えなくなり、新田郡を含めて黒川以北10郡（または11郡）と一括される小さな郡が現われる。これより前、霊亀元年（715年）に陸奥国には関東地方の諸国から合計1000戸が移されており、移出元の上野国にも新田郡がある。黒川以北10郡には似た例が多く、陸奥の新田郡は上野の新田郡からの移民で構成されていたのであろう。郡の設置時期はこの植民と同時か、丹取からの改称（丹取郡分割）時と推定できる。この頃、新田郡仲村郷他辺里長に丈部呰人がいたことが出土瓦に刻まれた文字から知られる。
その後、延暦18年（799年）に東隣の讃馬郡を併せ、『和名類聚抄』によれば、4郷が属した。